# Hessischer Handball-Verband
Der Hessische Handball-Verband (HHV) wurde 1946 gegründet und ist einer von 18 Landesfachverbänden des Handballs in Deutschland. Er ist Mitglied des Deutschen Handballbundes e.V. (DHB) sowie des Landessportbundes Hessen e.V. (LSBH).
Der HHV untergliedert sich in 7 Bezirke. Ihm gehören landesweit die Handballvereine und -abteilungen in Hessen an.
Für die Organisation und Koordination des landesweiten Spielbetriebs bis zur Regionalliga ist der HHV zuständig.
Als den Vereinen vorstehendes Organ besteht die Aufgabe des HHV darin, den Handball in Hessen nachhaltig zu entwickeln und voranzutreiben, sowohl im Leistungssport als auch im Breitensport. Der Verband fungiert hierbei als Bindeglied zwischen den Vereinen und dem Deutschen Handballbund (DHB) als Spitzenverband.
Das oberste Gremium des Verbandes ist der Verbandshandballtag, welcher alle 3 Jahre stattfindet.

## Bezirke
- Kassel/Waldeck
- Melsungen/Fulda
- Gießen
- Wiesbaden/Frankfurt
- Offenbach/Hanau
- Darmstadt
- Odenwald/Spessart[2]

## Verantwortliche

### Präsidium
(Quelle: )
- Präsident: Gunter Eckart
- Vizepräsident Bildung & Nachwuchsleistungssport: Kai Gerhardt
- Vizepräsident Recht: Udo Rau
- Vizepräsident Finanzen: Thomas Schönewald
- Vizepräsident Spieltechnik: Thomas Mair
- Vizepräsidentin Jugend & Entwicklung: Celia Rapp
- Beisitzer als Vertreter der Bezirke: n.n.